# Q-Carbon
Q-Carbon (Q von englisch: Quenching, Abschrecken) ist eine diamantene beziehungsweise diamantartige allotrope Form des Kohlenstoffs, die durch die Bestrahlung von amorphen Kohlenstoffschichten mit Pulslasern im Nanosekundenbereich bei Umgebungsbedingungen entsteht. Durch das Arbeiten bei Umgebungstemperatur kühlt das Material schnell ab und bildet eine stark unterkühlte Schmelze, aus der verschiedene Formen von diamantartigen Material beim Abkühlen gebildet werden. Das schnelle Abkühlen wird auch als Quenchen bezeichnet. Durch diese Technik lässt sich ein Karat, entsprechend 0,2 Gramm diamantartiger Substanz, in etwa fünfzehn Minuten herstellen.
Das diamantartige Material entsteht dabei zunächst in Form von Nanodiamanten im Größenbereich kleiner als 100 nm. Diese dienen als Kristallisationskeime, aus denen wiederum Mikrodiamanten im Größenbereich von über 100 nm wachsen. Die entstehende diamantartige Substanz wird als ferromagnetisch bezeichnet und ist härter als Diamant. Diese ungewöhnlichen Eigenschaften können mit den vorliegenden sp3- und sp2-Orbitalen im Festkörper erklärt werden.